# Liu Jing (remera)
Liu Jing (en chino: 刘憬; 11 de diciembre de 1987) es una deportista china que compitió en remo. Ganó cuatro medallas en el Campeonato Mundial de Remo entre los años 2006 y 2011.

## Palmarés internacional
| Campeonato Mundial | Campeonato Mundial        | Campeonato Mundial | Campeonato Mundial  |
| Año                | Lugar                     | Medalla            | Prueba              |
| ------------------ | ------------------------- | ------------------ | ------------------- |
| 2006               | Eton (Reino Unido)        | Medalla de oro     | Cuatro scull ligero |
| 2007               | Múnich (Alemania)         | Medalla de bronce  | Cuatro scull ligero |
| 2010               | Cambridge (Nueva Zelanda) | Medalla de bronce  | Cuatro scull ligero |
| 2011               | Bled (Eslovenia)          | Medalla de plata   | Cuatro scull ligero |